# Esymus indulgens
Esymus indulgens är en skalbaggsart som beskrevs av Vladimir Balthasar 1960. Esymus indulgens ingår i släktet Esymus och familjen Aphodiidae. Inga underarter finns listade i Catalogue of Life.